# Levín (Olešnice)
Levín (německy Lewin) je malá vesnice, část obce Olešnice v okrese Hradec Králové. Nachází se asi 1 km na jihozápad od Olešnice. V roce 2009 zde bylo evidováno 33 adres. V roce 2001 zde trvale žilo 82 obyvatel.
Levín leží v katastrálním území Levín nad Cidlinou o rozloze 2,78 km2.